# Lorenzo Milesi (wielrenner)
Lorenzo Milesi (San Giovanni Bianco, 19 maart 2002), is een Italiaans wielrenner die anno 2024 rijdt bij Movistar Team.

## Carrière
Milesi begon in 2021 bij de Italiaanse ploeg Beltrami TSA-Tre Colli zijn eerste professionele wedstrijden te rijden. Zijn resultaten in dat jaar leverde hem een overstap op naar de Nederlandse opleidingsploeg Development Team DSM. In 2022 won hij de eerste en de derde etappe in de Le Triptyque des Monts et Châteaux, waar hij tevens het bergklassement binnensleepte. In datzelfde jaar kwam hij als eerste over de streep in de negende etappe van de Ronde van de Toekomst. Dit leverde hem een profcontract op bij de hoofdmacht van Team DSM. Zijn grootste overwinning behaalde Milesi op het wereldkampioenschap tijdrijden, bij de beloften in 2023. Hier zette hij de tijdrit verrassenderwijs naar zijn hand en hield onder andere Alec Segaert achter zich die tweede werd. Een paar weken later debuteerde Milesi in zijn eerste grote ronde. Met zijn ploeg Team DSM-Firmenich won Milesi meteen de ploegentijdrit waarmee de Ronde van Spanje in 2023 in Barcelona startte. Omdat Milesi als eerste over de finish kwam, mocht de Italiaan de dag erna de rode leiderstrui dragen. Hij kwam in deze rit ten val en verloor de leiding. In de zesde etappe kwam Milesi wederom ten val en verliet de wedstrijd.

## Overwinningen
2020
 Italiaans kampioen tijdrijden, junioren
2022
1e en 3e etappe (deel A, ITT) Le Triptyque des Monts et Châteaux
Bergklassement Le Triptyque des Monts et Châteaux
9e etappe Ronde van de Toekomst
2023
 Wereldkampioen tijdrijden, beloften
1e etappe (TTT) Ronde van Spanje

## Resultaten in voornaamste wedstrijden
| Jaar | Ronde van Italië | Ronde van Frankrijk | Ronde van Spanje |
| ---- | ---------------- | ------------------- | ---------------- |
| 2023 |                  |                     | opgave           |
| 2024 | 85e              |                     |                  |
| 2025 | 88e              |                     |                  |

| Jaar | Milaan-San Remo | Gent-Wevelgem | Ronde van Vlaanderen | Strade Bianche |
| ---- | --------------- | ------------- | -------------------- | -------------- |
| 2023 |                 |               |                      | opgave         |
| 2024 | 87e             | 70e           | opgave               |                |
| 2025 | 65e             |               |                      |                |

#### Resultaten in kleinere rondes
| Jaar | Ronde van de VAE | Tirreno-Adriatico | Parijs-Nice | Ronde van Catalonië | Critérium du Dauphiné | Ronde van Polen |
| ---- | ---------------- | ----------------- | ----------- | ------------------- | --------------------- | --------------- |
| 2023 |                  |                   |             | 124e                | 104e                  | 56e             |
| 2024 | 45e              | 65e               |             |                     |                       | opgave          |
| 2025 |                  |                   | 60e         |                     |                       |                 |

## Ploegen
- 2021 –  Beltrami TSA-Tre Colli
- 2022 –  Development Team DSM
- 2023 –  Team DSM
- 2024 –  Movistar Team
- 2025 –  Movistar Team

Andresen · Bardet · Bevin · Bittner · Brenner · Combaud · Dainese · Degenkolb · Dinham · Edmondson · Eekhoff · Hamilton · Heinschke · Hvideberg · Leknessund · Markl · Mayrhofer · Milesi · Naberman · Onley · Poole · Rodenberg · Stork · Tusveld · van Uden · Vandenabeele · Vanhoucke (tot 14/8) · Vermaerke · Welsford
Aranburu · Arcas · Barrenetxea · Barta · Canal · Cavagna · Cimolai · Formolo · García · Gaviria · Guerreiro · Jacobs · Lazkano · Mas · Milesi · Moro · Mühlberger · Norsgaard · Oliveira · Pedrero · Quintana · Rangel Costa (tot 19/8) · Romeo · Romo · Rubio · Samitier · Serrano · Sosa · Torres